# Wolfgang Christen
Wolfgang Christen (* 1961) ist ein deutscher Physikochemiker und war von 2016 bis 2020 Professor für physikalische Chemie an der Humboldt-Universität zu Berlin.

## Leben
Christen absolvierte ein Physikstudium an der Technischen Universität München, das er 1989 mit dem Diplom zum Thema „Phase Transition Thermometers with High Temperature Resolution for Calorimetric Detectors Employing a SQUID“ abschloss.
Anschließend promovierte er am Max-Planck-Institut für Quantenoptik in Garching. Seinen Doktortitel erhielt er 1995 für das Thema „Sub-Picosecond Dynamics of the Electronic Interaction of Molecules and Clusters with Solid Surfaces“.
Anschließend arbeitete er als Post-Doc an der Universität Tel Aviv.
1999 wechselte er dann an die Humboldt-Universität zu Berlin, vorerst als Forscher unter Klaus Rademann. Von 2016 bis 2020 war er dort als Professor für physikalische Chemie berufen.

## Forschung
Christen forscht hauptsächlich an dem Verhalten von Gasphasen, die aus Nanopartikeln bestehen. Dabei untersucht er unter anderem Phasenübergänge und Oberflächeninteraktionen der Nanopartikel.